# Västra Öresjön
Västra Öresjön är en sjö i Marks kommun i Västergötland och ingår i Viskans huvudavrinningsområde. Sjön är 24 meter djup, har en yta på 7,03 kvadratkilometer och befinner sig 58 meter över havet.

## Delavrinningsområde
Västra Öresjön ingår i det delavrinningsområde (636935-130681) som SMHI kallar för Utloppet av Västra Öresjön. Medelhöjden är 77 meter över havet och ytan är 18,11 kvadratkilometer. Det finns inga avrinningsområden uppströms utan avrinningsområdet är högsta punkten. Vattendraget som avvattnar avrinningsområdet har biflödesordning 3, vilket innebär att vattnet flödar genom totalt 3 vattendrag innan det når havet efter 57 kilometer. Avrinningsområdet består mestadels av skog (52 %). Avrinningsområdet har 7,04 kvadratkilometer vattenytor vilket ger det en sjöprocent på 38,8 %.